# Indochernes beieri
Indochernes beieri är en spindeldjursart som beskrevs av E.N. Murthy och Taracad Narayanan Ananthakrishnan 1977. Indochernes beieri ingår i släktet Indochernes och familjen blindklokrypare. Inga underarter finns listade i Catalogue of Life.